# Championnat d'Europe des moins de 20 ans masculin de handball 2012
Navigation
Slovaquie 2010 Autriche 2014
La 9e édition du championnat d'Europe des moins de 20 ans masculin de handball s'est déroulée du 5 au 15 juillet 2012 en Turquie.
La compétition a été remportée par l'Espagne. Dans une revanche de la finale du  Championnat d'Europe des moins de 18 ans 2010, les Espagnols ont nettement battu les Croates 34 à 21. La Slovénie complète le podium tandis que la France ne termine qu'à la 14e place.

## Phase de qualification

### Modalités
Trois équipes sont directement qualifiées pour la phase finale :
- La Turquie, en tant que hôte,
- La Croatie, en tant que vainqueur du championnat d’Europe des moins de 18 ans en 2010,
- L'Espagne, en tant que finaliste du championnat d'Europe des moins de 18 ans en 2010.

Les 13 autres équipes doivent passer par des qualifications qui voient s'affronter 29 équipes nationales. Elles sont réparties en 8 groupes, 5 groupes de 4 et 3 groupes de 3. Les deux premières équipes des groupes 1 à 5 sont qualifiées ainsi que les premiers des groupes 6 à 8.
Le tirage au sort pour la phase de qualification a eu lieu le 18 novembre 2011 à Vienne. La composition des chapeaux est basée sur le classement du championnat d'Europe des moins de 18 ans au Monténégro.

### Équipes qualifiées
Les équipes qualifiées sont :
| Pays         | Apparitions précédentes dans la compétition | Apparitions précédentes dans la compétition    | Meilleur classement précédent |
| ------------ | ------------------------------------------- | ---------------------------------------------- | ----------------------------- |
| Turquie      | 0                                           | -                                              | -                             |
| Allemagne    | 4                                           | 2004, 2006, 2008, 2010                         | 1er en 2004, 2006             |
| Croatie      | 7                                           | 1996, 1998, 2000, 2002, 2006, 2008, 2010       | 5e en 1996                    |
| Danemark     | 8                                           | 1996, 1998, 2000, 2002, 2004, 2006, 2008, 2010 | 1er en 1996, 1998, 2008, 2010 |
| Espagne      | 7                                           | 1996, 1998, 2000, 2004, 2006, 2008, 2010       | 2e en 1996                    |
| France       | 6                                           | 1996, 1998, 2004, 2006, 2008, 2010             | 3e en 2008                    |
| Islande      | 2                                           | 2004, 2010                                     | 8e en 2010                    |
| Norvège      | 3                                           | 1998, 2000, 2006                               | 9e en 1998                    |
| Pologne      | 5                                           | 2000, 2002, 2004, 2006, 2008                   | 1er en 2002                   |
| Portugal     | 5                                           | 1996, 2002, 2004, 2008, 2010                   | 2e en 2010                    |
| Russie       | 4                                           | 1996, 2002, 2004, 2008, 2010                   | 2e en 2010                    |
| Suisse       | 1                                           | 2004                                           | 11e en 2004                   |
| Serbie       | 7                                           | 1996, 1998, 2000, 2002, 2006, 2008, 2010       | 1er en 2000                   |
| Slovénie     | 6                                           | 2002, 2004, 2006, 2008, 2010                   | 2e en 2002                    |
| Suède        | 6                                           | 1996, 1998, 2004, 2006, 2008, 2010             | 2e en 2006                    |
| Rép. tchèque | 7                                           | 1996, 1998, 2002, 2004, 2006, 2008, 2010       | 8e en 1998, 2002, 2008        |

## Résultats

### Tour préliminaire
- qualifié pour le tour principal
- éliminé

#### Groupe A
|   | Équipe       | Pts | J | G | N | P | Bp  | Bc  | Diff |
| - | ------------ | --- | - | - | - | - | --- | --- | ---- |
| 1 | Espagne      | 6   | 3 | 3 | 0 | 0 | 103 | 66  | 37   |
| 2 | Norvège      | 4   | 3 | 2 | 0 | 1 | 91  | 75  | 16   |
| 3 | Rép. tchèque | 2   | 3 | 1 | 0 | 2 | 90  | 94  | -4   |
| 4 | Turquie      | 0   | 3 | 0 | 0 | 3 | 67  | 106 | -39  |

| 5 juillet 2012 19h30 CET | Espagne                 | 41 – 22   | Turquie                  | Besyo Sporthall, Eskişehir Affluence : 800 Arbitrage : Vitaku, Vitaku |
| 5 juillet 2012 19h30 CET | Solé 8, A. Dujshebaev 6 | (18 – 11) | Asfuroglu 7, Makasoglu 4 | Besyo Sporthall, Eskişehir Affluence : 800 Arbitrage : Vitaku, Vitaku |
| 5 juillet 2012 19h30 CET | Rapport                 |           |                          | Besyo Sporthall, Eskişehir Affluence : 800 Arbitrage : Vitaku, Vitaku |

| 5 juillet 2012 17h00 CET | Norvège               | 34 – 28   | Rép. tchèque       | Besyo Sporthall, Eskişehir Affluence : 350 Arbitrage : Bounouara, Sami |
| 5 juillet 2012 17h00 CET | Reinkind 8, Nordeng 5 | (15 – 13) | Babák 8, Konecny 5 | Besyo Sporthall, Eskişehir Affluence : 350 Arbitrage : Bounouara, Sami |
| 5 juillet 2012 17h00 CET | Rapport               |           |                    | Besyo Sporthall, Eskişehir Affluence : 350 Arbitrage : Bounouara, Sami |

| 6 juillet 2012 17h00 CET | Rép. tchèque       | 20 – 33   | Espagne                 | Besyo Sporthall, Eskişehir Affluence : 100 Arbitrage : Stenrand, Birch |
| 6 juillet 2012 17h00 CET | Babák 4, Konecny 3 | (10 - 20) | A. Dujshebaev 7, Solé 5 | Besyo Sporthall, Eskişehir Affluence : 100 Arbitrage : Stenrand, Birch |
| 6 juillet 2012 17h00 CET | Rapport            |           |                         | Besyo Sporthall, Eskişehir Affluence : 100 Arbitrage : Stenrand, Birch |

| 6 juillet 2012 19h00 CET | Turquie              | 18 – 33  | Norvège            | Besyo Sporthall, Eskişehir Affluence : 300 Arbitrage : Schulze, Tönnies |
| 6 juillet 2012 19h00 CET | Sarak 7, Makasoglu 3 | (8 - 15) | Toft 7, Reinkind 5 | Besyo Sporthall, Eskişehir Affluence : 300 Arbitrage : Schulze, Tönnies |
| 6 juillet 2012 19h00 CET | Rapport              |          |                    | Besyo Sporthall, Eskişehir Affluence : 300 Arbitrage : Schulze, Tönnies |

| 8 juillet 2012 17h00 CET | Espagne                   | 29 - 24   | Norvège            | Besyo Sporthall, Eskişehir Affluence : 200 Arbitrage : Mitrevski, Todorovski |
| 8 juillet 2012 17h00 CET | A. Dujshebaev 8, Costoya7 | (18 - 11) | Reinkind 7, Toft 6 | Besyo Sporthall, Eskişehir Affluence : 200 Arbitrage : Mitrevski, Todorovski |
| 8 juillet 2012 17h00 CET | Rapport                   |           |                    | Besyo Sporthall, Eskişehir Affluence : 200 Arbitrage : Mitrevski, Todorovski |

| 8 juillet 2012 19h00 CET | Turquie                 | 27 - 42   | Rép. tchèque        | Besyo Sporthall, Eskişehir Affluence : 350 Arbitrage : Bounouara, Sami |
| 8 juillet 2012 19h00 CET | Simsar 5, Tüfekcidere 5 | (11 - 18) | Babák 14, Vocasek 6 | Besyo Sporthall, Eskişehir Affluence : 350 Arbitrage : Bounouara, Sami |
| 8 juillet 2012 19h00 CET | Rapport                 |           |                     | Besyo Sporthall, Eskişehir Affluence : 350 Arbitrage : Bounouara, Sami |

#### Groupe B
|   | Équipe   | Pts | J | G | N | P | Bp | Bc | Diff |
| - | -------- | --- | - | - | - | - | -- | -- | ---- |
| 1 | Portugal | 5   | 3 | 2 | 1 | 0 | 92 | 84 | 8    |
| 2 | Croatie  | 4   | 3 | 2 | 0 | 1 | 94 | 83 | 11   |
| 3 | Russie   | 3   | 3 | 1 | 1 | 1 | 86 | 86 | 0    |
| 4 | Pologne  | 0   | 3 | 0 | 0 | 3 | 80 | 99 | -19  |

| 5 juillet 2012 13h00 CET | Croatie               | 23 – 28   | Portugal                     | Besyo Sporthall, Eskişehir Affluence : 200 Arbitrage : Stenrand, Birch |
| 5 juillet 2012 13h00 CET | Kaleb 5, Mandalinić 5 | (12 – 16) | Martins da Silva 6, Peneda 5 | Besyo Sporthall, Eskişehir Affluence : 200 Arbitrage : Stenrand, Birch |
| 5 juillet 2012 13h00 CET | Rapport               |           |                              | Besyo Sporthall, Eskişehir Affluence : 200 Arbitrage : Stenrand, Birch |

| 5 juillet 2012 15h00 CET | Pologne                | 18 – 32   | Russie                  | Besyo Sporthall, Eskişehir Affluence : 200 Arbitrage : Schulze, Tönnies |
| 5 juillet 2012 15h00 CET | Kuzdeba 6, Niewrzawa 5 | (10 – 15) | Dereven 9, Kantemirov 7 | Besyo Sporthall, Eskişehir Affluence : 200 Arbitrage : Schulze, Tönnies |
| 5 juillet 2012 15h00 CET | Rapport                |           |                         | Besyo Sporthall, Eskişehir Affluence : 200 Arbitrage : Schulze, Tönnies |

| 6 juillet 2012 13h00 CET | Russie                 | 22 – 36   | Croatie               | Besyo Sporthall, Eskişehir Affluence : 100 Arbitrage : Bounouara, Sami |
| 6 juillet 2012 13h00 CET | Dereven 7, Neklyudov 4 | (12 – 18) | Mandalinić 9, Kaleb 7 | Besyo Sporthall, Eskişehir Affluence : 100 Arbitrage : Bounouara, Sami |
| 6 juillet 2012 13h00 CET | Rapport                |           |                       | Besyo Sporthall, Eskişehir Affluence : 100 Arbitrage : Bounouara, Sami |

| 6 juillet 2012 15h00 CET | Portugal                         | 32 – 29   | Pologne                   | Besyo Sporthall, Eskişehir Affluence : 300 Arbitrage : Mitrevski, Todorovski |
| 6 juillet 2012 15h00 CET | Martins da Silva 10, Goncalves 8 | (14 – 17) | Paczkowski 7, Niewrzawa 6 | Besyo Sporthall, Eskişehir Affluence : 300 Arbitrage : Mitrevski, Todorovski |
| 6 juillet 2012 15h00 CET | Rapport                          |           |                           | Besyo Sporthall, Eskişehir Affluence : 300 Arbitrage : Mitrevski, Todorovski |

| 8 juillet 2012 13h00 CET | Croatie               | 35 - 33   | Pologne                   | Besyo Sporthall, Eskişehir Affluence : 100 Arbitrage : Vitaku, Vitaku |
| 8 juillet 2012 13h00 CET | Kaleb 8, Mandalinić 6 | (21 - 19) | Paczkowski 8, Niewrzawa 7 | Besyo Sporthall, Eskişehir Affluence : 100 Arbitrage : Vitaku, Vitaku |
| 8 juillet 2012 13h00 CET | Rapport               |           |                           | Besyo Sporthall, Eskişehir Affluence : 100 Arbitrage : Vitaku, Vitaku |

| 8 juillet 2012 15h00 CET | Portugal                     | 32 - 32   | Russie                    | Besyo Sporthall, Eskişehir Affluence : 200 Arbitrage : Schulze, Tönnies |
| 8 juillet 2012 15h00 CET | Malhao 7, Martins da Silva 7 | (19 - 17) | Dereven 10, Emelyanenko 7 | Besyo Sporthall, Eskişehir Affluence : 200 Arbitrage : Schulze, Tönnies |
| 8 juillet 2012 15h00 CET | Rapport                      |           |                           | Besyo Sporthall, Eskişehir Affluence : 200 Arbitrage : Schulze, Tönnies |

#### Groupe C
|   | Équipe   | Pts | J | G | N | P | Bp | Bc | Diff |
| - | -------- | --- | - | - | - | - | -- | -- | ---- |
| 1 | Suède    | 6   | 3 | 3 | 0 | 0 | 95 | 67 | 28   |
| 2 | Suisse   | 4   | 3 | 2 | 0 | 1 | 77 | 75 | 2    |
| 3 | Danemark | 2   | 3 | 1 | 0 | 2 | 72 | 77 | -5   |
| 4 | Islande  | 0   | 3 | 0 | 0 | 3 | 67 | 92 | -25  |

| 5 juillet 2012 13h00 CET | Danemark           | 28 – 22   | Islande                   | Ankara Arena, Ankara Affluence : 500 Arbitrage : Jurinovic, Mrvica |
| 5 juillet 2012 13h00 CET | Sommer 8, Baagøe 6 | (12 – 12) | Gudmundsson 7, Rafnsson 4 | Ankara Arena, Ankara Affluence : 500 Arbitrage : Jurinovic, Mrvica |
| 5 juillet 2012 13h00 CET | Rapport            |           |                           | Ankara Arena, Ankara Affluence : 500 Arbitrage : Jurinovic, Mrvica |

| 5 juillet 2012 15h00 CET | Suède                   | 29 – 24   | Suisse            | Ankara Arena, Ankara Affluence : 1 000 Arbitrage : Mandak, Rudinsky |
| 5 juillet 2012 15h00 CET | Gottfridsson 7, Pujol 5 | (17 – 11) | Muggli 8, Raemy 7 | Ankara Arena, Ankara Affluence : 1 000 Arbitrage : Mandak, Rudinsky |
| 5 juillet 2012 15h00 CET | Rapport                 |           |                   | Ankara Arena, Ankara Affluence : 1 000 Arbitrage : Mandak, Rudinsky |

| 6 juillet 2012 13h00 CET | Suisse         | 25 – 24   | Danemark            | Ankara Arena, Ankara Affluence : 800 Arbitrage : Mata, Lopez |
| 6 juillet 2012 13h00 CET | Raemy 7, Jud 5 | (12 – 12) | Baagøe 10, Sommer 4 | Ankara Arena, Ankara Affluence : 800 Arbitrage : Mata, Lopez |
| 6 juillet 2012 13h00 CET | Rapport        |           |                     | Ankara Arena, Ankara Affluence : 800 Arbitrage : Mata, Lopez |

| 6 juillet 2012 15h00 CET | Islande                 | 23 – 36  | Suède                      | Ankara Arena,Ankara Affluence : 300 Arbitrage : Erdogan, Özdeniz |
| 6 juillet 2012 15h00 CET | Magnusson 4, Rafnsson 3 | (9 – 22) | Andersson 5, Blickhammar 4 | Ankara Arena,Ankara Affluence : 300 Arbitrage : Erdogan, Özdeniz |
| 6 juillet 2012 15h00 CET | Rapport                 |          |                            | Ankara Arena,Ankara Affluence : 300 Arbitrage : Erdogan, Özdeniz |

| 8 juillet 2012 13h00 CET | Danemark                | 20 - 30  | Suède                        | Ankara Arena, Ankara Affluence : 300 Arbitrage : Covalciuc, Covalciuc |
| 8 juillet 2012 13h00 CET | Christensen 6, Larsen 5 | (6 - 14) | Gottfridsson 6, Leijonborg 4 | Ankara Arena, Ankara Affluence : 300 Arbitrage : Covalciuc, Covalciuc |
| 8 juillet 2012 13h00 CET | Rapport                 |          |                              | Ankara Arena, Ankara Affluence : 300 Arbitrage : Covalciuc, Covalciuc |

| 8 juillet 2012 15h00 CET | Islande                       | 22 - 28  | Suisse           | Ankara Arena, Ankara Affluence : 300 Arbitrage : Mandak, Rudinsky |
| 8 juillet 2012 15h00 CET | Sigurjonsson 6, Gudmundsson 5 | (9 - 14) | Maros 7, Raemy 5 | Ankara Arena, Ankara Affluence : 300 Arbitrage : Mandak, Rudinsky |
| 8 juillet 2012 15h00 CET | Rapport                       |          |                  | Ankara Arena, Ankara Affluence : 300 Arbitrage : Mandak, Rudinsky |

#### Groupe D
|   | Équipe    | Pts | J | G | N | P | Bp | Bc | Diff |
| - | --------- | --- | - | - | - | - | -- | -- | ---- |
| 1 | Slovénie  | 4   | 3 | 2 | 0 | 1 | 84 | 74 | 10   |
| 2 | Allemagne | 4   | 3 | 2 | 0 | 1 | 77 | 76 | 1    |
| 3 | Serbie    | 2   | 3 | 1 | 0 | 2 | 73 | 75 | -2   |
| 4 | France    | 2   | 3 | 1 | 0 | 2 | 76 | 85 | -9   |

| 5 juillet 2012 17h00 CET | Allemagne        | 24 – 20  | Serbie              | Ankara Arena, Ankara Affluence : 300 Arbitrage : Erdogan, Özdeniz |
| 5 juillet 2012 17h00 CET | Kühn 6, Zieker 5 | (9 – 12) | Ilić 7, Krsmancic 3 | Ankara Arena, Ankara Affluence : 300 Arbitrage : Erdogan, Özdeniz |
| 5 juillet 2012 17h00 CET | Rapport          |          |                     | Ankara Arena, Ankara Affluence : 300 Arbitrage : Erdogan, Özdeniz |

| 5 juillet 2012 19h45 CET | France             | 23 – 30   | Slovénie                | Ankara Arena, Ankara Affluence : 500 Arbitrage : Mata, Lopez |
| 5 juillet 2012 19h45 CET | Ballet 4, Descat 4 | (12 – 14) | Mačkovšek 9, Šoštarič 7 | Ankara Arena, Ankara Affluence : 500 Arbitrage : Mata, Lopez |
| 5 juillet 2012 19h45 CET | Rapport            |           |                         | Ankara Arena, Ankara Affluence : 500 Arbitrage : Mata, Lopez |

| 6 juillet 2012 17h00 CET | Slovénie             | 31 – 25   | Allemagne        | Ankara Arena, Ankara Affluence : 300 Arbitrage : Mandak, Rudinsky |
| 6 juillet 2012 17h00 CET | Cehte 7, Mačkovšek 7 | (14 – 14) | Zieker 8, Kühn 6 | Ankara Arena, Ankara Affluence : 300 Arbitrage : Mandak, Rudinsky |
| 6 juillet 2012 17h00 CET | Rapport              |           |                  | Ankara Arena, Ankara Affluence : 300 Arbitrage : Mandak, Rudinsky |

| 6 juillet 2012 19h00 CET | Serbie                 | 27 – 28   | France                | Ankara Arena, Ankara Affluence : 300 Arbitrage : Covalciuc, Covalciuc |
| 6 juillet 2012 19h00 CET | Radivojević 9, Vejin 6 | (13 – 17) | Bonnefond 7, Ballet 5 | Ankara Arena, Ankara Affluence : 300 Arbitrage : Covalciuc, Covalciuc |
| 6 juillet 2012 19h00 CET | Rapport                |           |                       | Ankara Arena, Ankara Affluence : 300 Arbitrage : Covalciuc, Covalciuc |

| 8 juillet 2012 17h00 CET | Allemagne         | 28 - 25   | France                | Ankara Arena, Ankara Affluence : 600 Arbitrage : Jurinovic, Mrvica |
| 8 juillet 2012 17h00 CET | Zieker 10, Kühn 8 | (12 - 15) | Descat 6, Bonnefond 5 | Ankara Arena, Ankara Affluence : 600 Arbitrage : Jurinovic, Mrvica |
| 8 juillet 2012 17h00 CET | Rapport           |           |                       | Ankara Arena, Ankara Affluence : 600 Arbitrage : Jurinovic, Mrvica |

| 8 juillet 2012 19h00 CET | Serbie                      | 26 - 23  | Slovénie                | Ankara Arena, Ankara Affluence : 800 Arbitrage : Mata, Lopez |
| 8 juillet 2012 19h00 CET | Radivojević 10, Krsmancic 4 | (11 - 9) | Mačkovšek 7, Šoštarič 5 | Ankara Arena, Ankara Affluence : 800 Arbitrage : Mata, Lopez |
| 8 juillet 2012 19h00 CET | Rapport                     |          |                         | Ankara Arena, Ankara Affluence : 800 Arbitrage : Mata, Lopez |

### Tour principal
Les résultats des matchs entre les équipes issues du même groupe sont conservés.
- qualifié pour les demi-finales
- éliminé

#### Groupe M1
|   | Équipe   | Pts | J | G | N | P | Bp | Bc | Diff |
| - | -------- | --- | - | - | - | - | -- | -- | ---- |
| 1 | Espagne  | 4   | 3 | 2 | 0 | 1 | 80 | 66 | 14   |
| 2 | Croatie  | 4   | 3 | 2 | 0 | 1 | 79 | 75 | 4    |
| 3 | Portugal | 4   | 3 | 2 | 0 | 1 | 75 | 75 | 0    |
| 4 | Norvège  | 0   | 3 | 0 | 0 | 3 | 72 | 90 | -18  |

| 10 juillet 2012 17h00 CET | Norvège               | 23 - 31   | Croatie               | Besyo Sporthall, Eskişehir Affluence : 200 Arbitrage : Schulze, Tönnies |
| 10 juillet 2012 17h00 CET | Nordeng 6, Reinkind 4 | (16 - 15) | Mandalinić 9, Coric 8 | Besyo Sporthall, Eskişehir Affluence : 200 Arbitrage : Schulze, Tönnies |
| 10 juillet 2012 17h00 CET | Rapport               |           |                       | Besyo Sporthall, Eskişehir Affluence : 200 Arbitrage : Schulze, Tönnies |

| 10 juillet 2012 19h00 CET | Espagne                   | 27 - 17  | Portugal             | Besyo Sporthall, Eskişehir Affluence : 200 Arbitrage : Bounouara, Sami |
| 10 juillet 2012 19h00 CET | A. Dujshebaev 5, Costoya4 | (13 - 9) | Goncalves 7, Alves 2 | Besyo Sporthall, Eskişehir Affluence : 200 Arbitrage : Bounouara, Sami |
| 10 juillet 2012 19h00 CET | Rapport                   |          |                      | Besyo Sporthall, Eskişehir Affluence : 200 Arbitrage : Bounouara, Sami |

| 11 juillet 2012 17h00 CET | Croatie               | 25 - 24  | Espagne                 | Besyo Sporthall, Eskişehir Affluence : 200 Arbitrage : Stenrand, Birch |
| 11 juillet 2012 17h00 CET | Kaleb 8, Mandalinić 7 | (9 - 12) | A. Dujshebaev 5, Solé 5 | Besyo Sporthall, Eskişehir Affluence : 200 Arbitrage : Stenrand, Birch |
| 11 juillet 2012 17h00 CET | Rapport               |          |                         | Besyo Sporthall, Eskişehir Affluence : 200 Arbitrage : Stenrand, Birch |

| 11 juillet 2012 19h00 CET | Norvège               | 25 - 30   | Portugal             | Besyo Sporthall, Eskişehir Affluence : 200 Arbitrage : Mitrevski, Todorovski |
| 11 juillet 2012 19h00 CET | Reinkind 7, Nordeng 6 | (13 - 19) | Goncalves 7, Alves 7 | Besyo Sporthall, Eskişehir Affluence : 200 Arbitrage : Mitrevski, Todorovski |
| 11 juillet 2012 19h00 CET | Rapport               |           |                      | Besyo Sporthall, Eskişehir Affluence : 200 Arbitrage : Mitrevski, Todorovski |

#### Groupe M2
|   | Équipe    | Pts | J | G | N | P | Bp | Bc | Diff |
| - | --------- | --- | - | - | - | - | -- | -- | ---- |
| 1 | Slovénie  | 4   | 3 | 2 | 0 | 1 | 79 | 73 | 6    |
| 2 | Suède     | 4   | 3 | 2 | 0 | 1 | 79 | 73 | 6    |
| 3 | Allemagne | 4   | 3 | 2 | 0 | 1 | 85 | 85 | 0    |
| 4 | Suisse    | 0   | 3 | 0 | 0 | 3 | 76 | 88 | -12  |

| 10 juillet 2012 17h00 CET | Suisse               | 25 - 30  | Allemagne              | Ankara Arena, Ankara Affluence : 500 Arbitrage : Mandak, Rudinsky |
| 10 juillet 2012 17h00 CET | Spengler 6, Muggli 6 | (15 -13) | Zieker 7, Forstbauer 5 | Ankara Arena, Ankara Affluence : 500 Arbitrage : Mandak, Rudinsky |
| 10 juillet 2012 17h00 CET | Rapport              |          |                        | Ankara Arena, Ankara Affluence : 500 Arbitrage : Mandak, Rudinsky |

| 10 juillet 2012 17h00 CET | Slovénie              | 19 - 21  | Suède                     | Ankara Arena, Ankara Arbitrage : Erdogan, Özdeniz |
| 10 juillet 2012 17h00 CET | Mačkovšek 6, Spende 4 | (9 - 12) | Jonsson 5, Gottfridsson 4 | Ankara Arena, Ankara Arbitrage : Erdogan, Özdeniz |
| 10 juillet 2012 17h00 CET | Rapport               |          |                           | Ankara Arena, Ankara Arbitrage : Erdogan, Özdeniz |

| 10 juillet 2012 17h00 CET | Suède              | 28 - 29   | Allemagne           | Ankara Arena, Ankara Affluence : 400 Arbitrage : Jurinovic, Mrvica |
| 10 juillet 2012 17h00 CET | Pujol 6, Östlund 5 | (11 - 17) | Kühn 7, Torbrügge 6 | Ankara Arena, Ankara Affluence : 400 Arbitrage : Jurinovic, Mrvica |
| 10 juillet 2012 17h00 CET | Rapport            |           |                     | Ankara Arena, Ankara Affluence : 400 Arbitrage : Jurinovic, Mrvica |

| 10 juillet 2012 17h00 CET | Slovénie               | 29 - 27   | Suisse               | Ankara Arena, Ankara Affluence : 300 Arbitrage : Mata, Lopez |
| 10 juillet 2012 17h00 CET | Šoštarič 8, Potocnik 5 | (16 - 13) | Muggli 6, Spengler 5 | Ankara Arena, Ankara Affluence : 300 Arbitrage : Mata, Lopez |
| 10 juillet 2012 17h00 CET | Rapport                |           |                      | Ankara Arena, Ankara Affluence : 300 Arbitrage : Mata, Lopez |

### Phase finale
|  | Demi-finales            | Demi-finales            |                        |    | Finale                  | Finale                  |
|  | Demi-finales            | Demi-finales            |                        |    | Finale                  | Finale                  |
|  |                         |                         |                        |    |                         |                         |
|  | 13 juillet 2012, Ankara | 13 juillet 2012, Ankara |                        |    | 14 juillet 2012, Ankara | 14 juillet 2012, Ankara |
|  | 13 juillet 2012, Ankara | 13 juillet 2012, Ankara |                        |    | 14 juillet 2012, Ankara | 14 juillet 2012, Ankara |
|  | Espagne                 | 29ap                    |                        |    | 14 juillet 2012, Ankara | 14 juillet 2012, Ankara |
|  | Espagne                 | 29ap                    |                        |    | 14 juillet 2012, Ankara | 14 juillet 2012, Ankara |
|  | Suède                   | 26                      |                        |    | 14 juillet 2012, Ankara | 14 juillet 2012, Ankara |
|  | Suède                   | 26                      | Espagne                | 34 |                         |                         |
|  | 13 juillet 2012, Ankara |                         | Espagne                | 34 |                         |                         |
|  |                         | Croatie                 | 21                     |    |                         |                         |
|  | Slovénie                | Croatie                 | 21                     | 23 |                         |                         |
|  | Slovénie                |                         |                        | 23 |                         |                         |
|  | Croatie                 | 30                      |                        |    |                         |                         |
|  | Croatie                 | 30                      | Match pour la 3e place |    |                         |                         |
|  |                         |                         |                        |    |                         |                         |
|  | 14 juillet 2012, Ankara |                         |                        |    |                         |                         |
|  |                         |                         |                        |    |                         |                         |
|  | Suède                   | 34                      |                        |    |                         |                         |
|  | Suède                   | 34                      |                        |    |                         |                         |
|  | Slovénie                | 36tab                   |                        |    |                         |                         |
|  | Slovénie                | 36tab                   |                        |    |                         |                         |

#### Demi-finales
| 13 juillet 2012 17h45 | Espagne                  | 29 – 26 (ap)   | Suède              | Ankara Arena, Ankara Affluence : 600 Arbitrage : Schulze, Tönnies |
| 13 juillet 2012 17h45 | A. Dujshebaev 10, Solé 5 | (14-12, 24-24) | Pujol 7, Östlund 3 | Ankara Arena, Ankara Affluence : 600 Arbitrage : Schulze, Tönnies |
| 13 juillet 2012 17h45 | Prol. : 5-2              |                |                    | Ankara Arena, Ankara Affluence : 600 Arbitrage : Schulze, Tönnies |
| 13 juillet 2012 17h45 | Rapport                  |                |                    | Ankara Arena, Ankara Affluence : 600 Arbitrage : Schulze, Tönnies |

| 13 juillet 2012 20h15 | Slovénie             | 23 – 30 | Croatie                | Ankara Arena, Ankara Affluence : 500 Arbitrage : Bounouara, Sami |
| 13 juillet 2012 20h15 | Spende 6, Šoštarič 5 | (11-14) | Mandalinić 11, Kaleb 6 | Ankara Arena, Ankara Affluence : 500 Arbitrage : Bounouara, Sami |
| 13 juillet 2012 20h15 | Rapport              |         |                        | Ankara Arena, Ankara Affluence : 500 Arbitrage : Bounouara, Sami |

#### Match pour la3eplace
| 15 juillet 2012 15h00 | Suède                        | 34 – 36 (tab)  | Slovénie                | Ankara Arena, Ankara Affluence : 500 Arbitrage : Erdogan, Özdeniz |
| 15 juillet 2012 15h00 | Blickhammar 5, Wanne 5       | (12-13, 23-23) | Šoštarič 9, Mačkovšek 8 | Ankara Arena, Ankara Affluence : 500 Arbitrage : Erdogan, Özdeniz |
| 15 juillet 2012 15h00 | Prol. : 4-4, 5-5 ; Tab : 2-4 |                |                         | Ankara Arena, Ankara Affluence : 500 Arbitrage : Erdogan, Özdeniz |
| 15 juillet 2012 15h00 | Rapport                      |                |                         | Ankara Arena, Ankara Affluence : 500 Arbitrage : Erdogan, Özdeniz |

#### Finale
| 15 juillet 2012 17h45 | Espagne                     | 34 – 21 | Croatie                 | Ankara Arena, Ankara Affluence : 1 000 Arbitrage : Stenrand, Birch |
| 15 juillet 2012 17h45 | Fernández 6, Cacheda (de) 5 | (13-10) | Pavlović 4, Obranović 4 | Ankara Arena, Ankara Affluence : 1 000 Arbitrage : Stenrand, Birch |
| 15 juillet 2012 17h45 | Rapport                     |         |                         | Ankara Arena, Ankara Affluence : 1 000 Arbitrage : Stenrand, Birch |

### Matchs de classement

#### Classement de la13eet16eplace
|  | Demi-finales            | Demi-finales            |                        |    | Finale                  | Finale                  |
|  | Demi-finales            | Demi-finales            |                        |    | Finale                  | Finale                  |
|  |                         |                         |                        |    |                         |                         |
|  | 13 juillet 2012, Ankara | 13 juillet 2012, Ankara |                        |    | 14 juillet 2012, Ankara | 14 juillet 2012, Ankara |
|  | 13 juillet 2012, Ankara | 13 juillet 2012, Ankara |                        |    | 14 juillet 2012, Ankara | 14 juillet 2012, Ankara |
|  | Rép. tchèque            | 33                      |                        |    | 14 juillet 2012, Ankara | 14 juillet 2012, Ankara |
|  | Rép. tchèque            | 33                      |                        |    | 14 juillet 2012, Ankara | 14 juillet 2012, Ankara |
|  | Serbie                  | 28                      |                        |    | 14 juillet 2012, Ankara | 14 juillet 2012, Ankara |
|  | Serbie                  | 28                      | Rép. tchèque           | 34 |                         |                         |
|  | 13 juillet 2012, Ankara |                         | Rép. tchèque           | 34 |                         |                         |
|  |                         | Serbie                  | 31                     |    |                         |                         |
|  | France                  | Serbie                  | 31                     | 30 |                         |                         |
|  | France                  |                         |                        | 30 |                         |                         |
|  | Turquie                 | 29                      |                        |    |                         |                         |
|  | Turquie                 | 29                      | Match pour la 3e place |    |                         |                         |
|  |                         |                         |                        |    |                         |                         |
|  | 14 juillet 2012, Ankara |                         |                        |    |                         |                         |
|  |                         |                         |                        |    |                         |                         |
|  | France                  | 35                      |                        |    |                         |                         |
|  | France                  | 35                      |                        |    |                         |                         |
|  | Turquie                 | 25                      |                        |    |                         |                         |
|  | Turquie                 | 25                      |                        |    |                         |                         |

#### Classement de la9eet12eplace
|  | Demi-finales            | Demi-finales            |                        |    | Finale                  | Finale                  |
|  | Demi-finales            | Demi-finales            |                        |    | Finale                  | Finale                  |
|  |                         |                         |                        |    |                         |                         |
|  | 13 juillet 2012, Ankara | 13 juillet 2012, Ankara |                        |    | 14 juillet 2012, Ankara | 14 juillet 2012, Ankara |
|  | 13 juillet 2012, Ankara | 13 juillet 2012, Ankara |                        |    | 14 juillet 2012, Ankara | 14 juillet 2012, Ankara |
|  | Russie                  | 27                      |                        |    | 14 juillet 2012, Ankara | 14 juillet 2012, Ankara |
|  | Russie                  | 27                      |                        |    | 14 juillet 2012, Ankara | 14 juillet 2012, Ankara |
|  | Islande                 | 24                      |                        |    | 14 juillet 2012, Ankara | 14 juillet 2012, Ankara |
|  | Islande                 | 24                      | Russie                 | 26 |                         |                         |
|  | 13 juillet 2012, Ankara |                         | Russie                 | 26 |                         |                         |
|  |                         | Danemark                | 22                     |    |                         |                         |
|  | Danemark                | Danemark                | 22                     | 32 |                         |                         |
|  | Danemark                |                         |                        | 32 |                         |                         |
|  | Pologne                 | 26                      |                        |    |                         |                         |
|  | Pologne                 | 26                      | Match pour la 3e place |    |                         |                         |
|  |                         |                         |                        |    |                         |                         |
|  | 14 juillet 2012, Ankara |                         |                        |    |                         |                         |
|  |                         |                         |                        |    |                         |                         |
|  | Islande                 | 32                      |                        |    |                         |                         |
|  | Islande                 | 32                      |                        |    |                         |                         |
|  | Pologne                 | 28                      |                        |    |                         |                         |
|  | Pologne                 | 28                      |                        |    |                         |                         |

#### Classement de la5eet8eplace
|  | Demi-finales            | Demi-finales            |                        |    | Finale                  | Finale                  |
|  | Demi-finales            | Demi-finales            |                        |    | Finale                  | Finale                  |
|  |                         |                         |                        |    |                         |                         |
|  | 13 juillet 2012, Ankara | 13 juillet 2012, Ankara |                        |    | 14 juillet 2012, Ankara | 14 juillet 2012, Ankara |
|  | 13 juillet 2012, Ankara | 13 juillet 2012, Ankara |                        |    | 14 juillet 2012, Ankara | 14 juillet 2012, Ankara |
|  | Portugal                | 45a2p                   |                        |    | 14 juillet 2012, Ankara | 14 juillet 2012, Ankara |
|  | Portugal                | 45a2p                   |                        |    | 14 juillet 2012, Ankara | 14 juillet 2012, Ankara |
|  | Suisse                  | 44                      |                        |    | 14 juillet 2012, Ankara | 14 juillet 2012, Ankara |
|  | Suisse                  | 44                      | Portugal               | 30 |                         |                         |
|  | 13 juillet 2012, Ankara |                         | Portugal               | 30 |                         |                         |
|  |                         | Norvège                 | 25                     |    |                         |                         |
|  | Allemagne               | Norvège                 | 25                     | 24 |                         |                         |
|  | Allemagne               |                         |                        | 24 |                         |                         |
|  | Norvège                 | 28                      |                        |    |                         |                         |
|  | Norvège                 | 28                      | Match pour la 3e place |    |                         |                         |
|  |                         |                         |                        |    |                         |                         |
|  | 14 juillet 2012, Ankara |                         |                        |    |                         |                         |
|  |                         |                         |                        |    |                         |                         |
|  | Suisse                  | 25                      |                        |    |                         |                         |
|  | Suisse                  | 25                      |                        |    |                         |                         |
|  | Allemagne               | 29                      |                        |    |                         |                         |
|  | Allemagne               | 29                      |                        |    |                         |                         |

#### Match pour la5eplace
| 14 juillet 2012 19h00 | Portugal                      | 30 – 25 | Norvège             | Ankara Arena, Ankara Affluence : 300 Arbitrage : Jurinovic, Mrvica |
| 14 juillet 2012 19h00 | Martins da Silva 9, Marques 4 | (8-13)  | Nordeng 7, Brevik 5 | Ankara Arena, Ankara Affluence : 300 Arbitrage : Jurinovic, Mrvica |
| 14 juillet 2012 19h00 | Rapport                       |         |                     | Ankara Arena, Ankara Affluence : 300 Arbitrage : Jurinovic, Mrvica |

### Classement final
| Rang                       | Nation    |
| -------------------------- | --------- |
| Médaille d'or, Europe      | Espagne   |
| Médaille d'argent, Europe  | Croatie   |
| Médaille de bronze, Europe | Slovénie  |
| 4                          | Suède     |
| 5                          | Portugal  |
| 6                          | Norvège   |
| 7                          | Allemagne |
| 8                          | Suisse    |
| 9                          | Russie    |
| 10                         | Danemark  |
| 11                         | Islande   |
| 12                         | Pologne   |
| 13                         | Tchéquie  |
| 14                         | France    |
| 15                         | Serbie    |
| 16                         | Turquie   |

## Statistiques et récompenses

### Équipe-type
L'équipe-type du tournoi est :
- Meilleur joueur : Stipe Mandalinić (en),  Croatie
- Gardien de but : Peter Johanesson,  Suède
- Ailier gauche : Patrick Zieker,  Allemagne
- Arrière gauche : Stipe Mandalinić,  Croatie
- Demi-centre : Rui Silva (en),  Portugal
- Pivot : Teo Čorić,  Croatie
- Arrière droit : Alex Dujshebaev,  Espagne
- Ailier droit : Mario Šoštarič (en),  Slovénie
- Défenseur : Juan José Fernández,  Espagne

### Meilleurs buteurs
Les meilleurs buteurs de la compétition sont, :
| Rang | Joueur                | Pays      | Buts | Tirs | %      | 7 m   | MJ | Moy. |
| ---- | --------------------- | --------- | ---- | ---- | ------ | ----- | -- | ---- |
| 1    | Rui Silva (en)        | Portugal  | 55   | 77   | 71,4 % | 13/14 | 7  | 7,9  |
| 2    | Tomáš Babák           | Tchéquie  | 53   | 79   | 67,1 % | 17/20 | 7  | 7,6  |
| 3    | Stipe Mandalinić (en) | Croatie   | 48   | 72   | 66,7 % | 0/0   | 7  | 6,9  |
| 4    | Paweł Niewrzawa (en)  | Pologne   | 48   | 84   | 57,1 % | 16/20 | 7  | 6,9  |
| 5    | Borut Mačkovšek       | Slovénie  | 45   | 92   | 48,9 % | 2/3   | 7  | 6,4  |
| 6    | Mario Šoštarič (en)   | Slovénie  | 44   | 64   | 68,8 % | 17/21 | 7  | 6,3  |
| 7    | Alex Dujshebaev       | Espagne   | 44   | 71   | 62 %   | 12/15 | 7  | 6,3  |
| 8    | Nicolas Raemy (en)    | Suisse    | 43   | 67   | 64,2 % | 3/4   | 7  | 6,1  |
| 9    | Geir Guðmundsson      | Islande   | 43   | 86   | 50 %   | 0/0   | 7  | 6,1  |
| 10   | Bogdan Radivojević    | Serbie    | 42   | 52   | 80,8 % | 23/25 | 7  | 6    |
| 11   | Patrick Zieker (de)   | Allemagne | 41   | 54   | 75,9 % | 11/15 | 7  | 5,9  |
| 12   | Dmitri Kantemirov     | Russie    | 41   | 64   | 64,1 % | 2/4   | 7  | 5,9  |
| 13   | Harald Reinkind       | Norvège   | 41   | 70   | 58,6 % | 2/4   | 7  | 5,9  |
| 14   | Aleksandr Dereven     | Russie    | 40   | 62   | 64,5 % | 9/12  | 7  | 5,7  |
| 15   | Julius Kühn           | Allemagne | 39   | 66   | 59,1 % | 0/0   | 7  | 5,6  |

À noter que Rui Silva (en) termine meilleur buteur notamment grâce aux 20 buts marqués contre la Suisse lors de la demi-finale de classement pour la 5e place.